# Polonez (cykl powieściowy)
Polonez – cykl powieściowy Heleny Boguszewskiej i Jerzego Kornackiego wydawany w latach 1936-1939.
Cykl składa się z czterech tomów: Nous, Parisien, Deutches Heim oraz Święcona kreda. Autorzy starają się opisać zmiany zachodzące w Polsce w latach 30. XX wieku, w tym rodzący się faszyzm. Powieści te odbiegają od reportażowych założeń grupy literackiej Przedmieście, jakie autorzy realizowali w innych utworach. Obecna jest w nich tradycyjna fabuła, wiele wątków, wyraziście zarysowani bohaterowie.